# Dasychira amata
Dasychira amata är en fjärilsart som beskrevs av Erich Martin Hering 1926. Dasychira amata ingår i släktet Dasychira och familjen tofsspinnare. Inga underarter finns listade i Catalogue of Life.